# 1. česká hokejová liga 2002/2003
1. česká hokejová liga 2002/2003 byla 10. ročníkem druhé nejvyšší české hokejové soutěže.

## Fakta
- 10. ročník samostatné druhé nejvyšší české hokejové soutěže
- V prolínací extraligové kvalifikaci HC Vagnerplast Kladno proti HC Havířov Panthers (poslední tým extraligy) uspělo - zvítězilo 4:2 na zápasy a postoupilo do dalšího ročníku extraligy, zatímco Havířov sestoupil.
- V prolínací baráži o 1. hokejovou ligu se udržel tým HC Berounští Medvědi. HC Hvězda Brno neuspěla a sestoupila do dalšího ročníku 2. ligy. Do 1. ligy postoupil tým HC Olomouc.
- Tým HC Senators Žďár nad Sázavou po skončení ročníku prodal svoji prvoligovou licenci týmu HC Kometa Brno.

### Systém soutěže
Všech 14 týmů se nejprve utkalo v základní části dvoukolově každý s každým a následně všechny sudé týmy se všemi lichými týmy doma a venku. Osm nejlepších týmů postoupilo do play-off, které se hrálo na 3 vítězné zápasy. Vítěz finále play off postoupil do baráže o extraligu s nejhorším extraligovým celkem.
Týmy, které skončily na 11. až 14. místě, hrály dvoukolově o udržení. Do skupiny o udržení se započítávaly všechny výsledky ze základní části. Nejhorší dva celky této skupiny musely svoji prvoligovou příslušnost hájit v pětičlenné baráži o první ligu, do které postoupily nejlepší tři týmy play off 2. ligy.

## Základní část

### Konečná tabulka
| Vysvětlivka                   |
| ----------------------------- |
| Postup do čtvrtfinále playoff |
| Sezóna pro daný tým skončila  |
| Účastník play out             |

| Poř. | Tým                          | Z  | V  | VP | R | PP | P  | Skóre   | B  |
| ---- | ---------------------------- | -- | -- | -- | - | -- | -- | ------- | -- |
| 1    | HC Vagnerplast Kladno        | 40 | 25 | 7  | 0 | 1  | 7  | 163:91  | 90 |
| 2    | HC Dukla Jihlava             | 40 | 23 | 2  | 1 | 2  | 12 | 125:97  | 76 |
| 3    | KLH Chomutov                 | 40 | 19 | 5  | 1 | 3  | 12 | 130:104 | 71 |
| 4    | HC Mladá Boleslav            | 40 | 18 | 3  | 5 | 5  | 9  | 123:92  | 70 |
| 5    | HC Prostějov                 | 40 | 19 | 2  | 6 | 2  | 11 | 136:113 | 69 |
| 6    | HC Slovan Ústečtí Lvi        | 40 | 18 | 1  | 2 | 3  | 16 | 106:104 | 61 |
| 7    | IHC Písek                    | 40 | 17 | 3  | 2 | 2  | 16 | 105:96  | 61 |
| 8    | SK Horácká Slavia Třebíč     | 40 | 16 | 3  | 2 | 3  | 16 | 108:110 | 59 |
| 9    | HC Slezan Opava              | 40 | 16 | 2  | 2 | 4  | 16 | 106:110 | 58 |
| 10   | HC Senators Žďár nad Sázavou | 40 | 16 | 1  | 3 | 0  | 20 | 100:124 | 53 |
| 11   | SK Kadaň                     | 40 | 13 | 2  | 3 | 1  | 21 | 88:110  | 47 |
| 12   | HC Berounští Medvědi         | 40 | 9  | 4  | 3 | 3  | 21 | 86:127  | 41 |
| 13   | HC VČE Hradec Králové        | 40 | 9  | 2  | 2 | 2  | 25 | 99:139  | 35 |
| 14   | HC Hvězda Brno               | 40 | 7  | 0  | 4 | 6  | 23 | 103:161 | 31 |

### Hráčské statistiky základní části

#### Kanadské bodování
Toto je konečné pořadí hráčů podle dosažených bodů. Za jeden vstřelený gól nebo přihrávku na gól hráč získal jeden bod.
| Poř. | Hráč            | Tým                      | Z  | G  | A  | B  | TM | +/- |
| ---- | --------------- | ------------------------ | -- | -- | -- | -- | -- | --- |
| 1.   | Robert Kysela   | HC Vagnerplast Kladno    | 38 | 25 | 25 | 50 | 34 | 17  |
| 2.   | Michal Jeslínek | KLH Chomutov             | 40 | 28 | 21 | 49 | 74 | 10  |
| 3.   | Petr Kaňkovský  | HC Dukla Jihlava         | 39 | 11 | 34 | 45 | 91 | 6   |
| 4.   | Tomáš Sýkora    | HC Prostějov             | 39 | 16 | 24 | 40 | 46 | 7   |
| 5.   | Robert Holý     | SK Horácká Slavia Třebíč | 36 | 20 | 18 | 38 | 46 | 9   |
| 6.   | Daniel Hodek    | SKLH Žďár nad Sázavou    | 39 | 17 | 21 | 38 | 48 | 9   |
| 7.   | Petr Šakarov    | HC Prostějov             | 34 | 17 | 20 | 37 | 28 | 10  |
| 8.   | Petr Jíra       | KLH Chomutov             | 40 | 12 | 24 | 36 | 24 | 13  |
| 9.   | Michal Černý    | HC Prostějov             | 36 | 17 | 18 | 35 | 35 | 8   |
| 10.  | Radek Šíp       | KLH Chomutov             | 40 | 15 | 20 | 35 | 43 | 12  |

#### Hodnocení brankářů
Toto je konečné pořadí nejlepších deset brankářů.
| Poř. | Hráč            | Tým                   | Z  | MIN  | OG  | PZ   | PS   | POG  | Úsp%  |
| ---- | --------------- | --------------------- | -- | ---- | --- | ---- | ---- | ---- | ----- |
| 1.   | Michal Pinkas   | IHC Písek             | 19 | 976  | 27  | 428  | 455  | 1.66 | 94.07 |
| 2.   | Zdeněk Orct     | HC Vagnerplast Kladno | 34 | 2061 | 72  | 1032 | 1104 | 2.10 | 93.48 |
| 3.   | Kamil Jarina    | KLH Chomutov          | 24 | 1417 | 56  | 792  | 848  | 2.37 | 93.40 |
| 4.   | Jaroslav Suchan | HC Dukla Jihlava      | 20 | 1148 | 40  | 528  | 568  | 2.09 | 92.96 |
| 5.   | Filip Šindelář  | BK Mladá Boleslav     | 38 | 2280 | 87  | 1144 | 1231 | 2.29 | 92.93 |
| 6.   | Petr Jež        | HC Berounští Medvědi  | 38 | 2138 | 109 | 1365 | 1474 | 3.06 | 92.61 |
| 7.   | Lukáš Sáblík    | HC Dukla Jihlava      | 27 | 1564 | 66  | 807  | 873  | 2.53 | 92.44 |
| 8.   | Lukáš Hronek    | HC Berounští Medvědi  | 17 | 1017 | 47  | 541  | 588  | 2.77 | 92.01 |
| 9.   | Roman Šlupina   | HC Slezan Opava       | 37 | 2170 | 89  | 1004 | 1093 | 2.46 | 91.86 |
| 10.  | Michal Fikrt    | HC Slovan Ústečtí Lvi | 28 | 1479 | 54  | 592  | 646  | 2.19 | 91.64 |

## Vyřazovací boje
|  | Čtvrtfinále              | Čtvrtfinále      |                       |   | Semifinále | Semifinále |  |  | Finále | Finále |
|  |                          |                  |                       |   |            |            |  |  |        |        |
|  |                          |                  |                       |   |            |            |  |  |        |        |
|  | HC Vagnerplast Kladno    | 3                |                       |   |            |            |  |  |        |        |
|  | HC Vagnerplast Kladno    | 3                |                       |   |            |            |  |  |        |        |
|  | SK Horácká Slavia Třebíč | 0                |                       |   |            |            |  |  |        |        |
|  | SK Horácká Slavia Třebíč | 0                | HC Vagnerplast Kladno | 3 |            |            |  |  |        |        |
|  |                          |                  | HC Vagnerplast Kladno | 3 |            |            |  |  |        |        |
|  |                          | HC Prostějov     | 0                     |   |            |            |  |  |        |        |
|  | HC Mladá Boleslav        | HC Prostějov     | 0                     | 2 |            |            |  |  |        |        |
|  | HC Mladá Boleslav        |                  |                       | 2 |            |            |  |  |        |        |
|  | HC Prostějov             | 3                |                       |   |            |            |  |  |        |        |
|  | HC Prostějov             | 3                | HC Vagnerplast Kladno | 3 |            |            |  |  |        |        |
|  |                          |                  | HC Vagnerplast Kladno | 3 |            |            |  |  |        |        |
|  |                          | HC Dukla Jihlava | 1                     |   |            |            |  |  |        |        |
|  | HC Dukla Jihlava         | HC Dukla Jihlava | 1                     | 3 |            |            |  |  |        |        |
|  | HC Dukla Jihlava         |                  |                       | 3 |            |            |  |  |        |        |
|  | IHC Písek                | 2                |                       |   |            |            |  |  |        |        |
|  | IHC Písek                | 2                | HC Dukla Jihlava      | 3 |            |            |  |  |        |        |
|  |                          |                  | HC Dukla Jihlava      | 3 |            |            |  |  |        |        |
|  |                          | KLH Chomutov     | 0                     |   |            |            |  |  |        |        |
|  | KLH Chomutov             | KLH Chomutov     | 0                     | 3 |            |            |  |  |        |        |
|  | KLH Chomutov             |                  |                       | 3 |            |            |  |  |        |        |
|  | HC Slovan Ústečtí Lvi    | 2                |                       |   |            |            |  |  |        |        |
|  | HC Slovan Ústečtí Lvi    | 2                |                       |   |            |            |  |  |        |        |

## Čtvrtfinále
- HC Vagnerplast Kladno - SK Horácká Slavia Třebíč 3:0 (5:1, 5:1, 3:2 P)
- HC Dukla Jihlava - IHC Písek 3:2 (4:1, 2:3 SN, 4:6, 5:2, 1:0)
- KLH Chomutov - HC Slovan Ústečtí Lvi 3:2 (5:8, 4:0, 2:1 P, 2:6, 6:2)
- HC Mladá Boleslav - HC Prostějov 2:3 (6:3, 3:2 SN, 1:5, 0:1, 2:7)

## Semifinále
- HC Vagnerplast Kladno - HC Prostějov 3:0 (2:0, 5:4 P, 5:1)
- HC Dukla Jihlava - KLH Chomutov 3:0 (5:2, 4:1, 3:2)

## Finále
- HC Vagnerplast Kladno - HC Dukla Jihlava 3:1 (4:2, 4:3 SN, 1:4, 5:1)

Kladno postoupilo do baráže o extraligu, ve které narazilo na tým HC Havířov Panthers. V baráži zvítězilo 4:2 na zápasy, a tak postoupilo do dalšího ročníku extraligy, zatímco Havířov sestoupil.

## Skupina o udržení
| Poř. | Tým                   | Z  | V  | VP | R | PP | P  | Skóre   | B  |
| ---- | --------------------- | -- | -- | -- | - | -- | -- | ------- | -- |
| 11.  | SK Kadaň              | 46 | 15 | 2  | 3 | 3  | 23 | 107:129 | 55 |
| 12.  | HC VČE Hradec Králové | 46 | 14 | 3  | 2 | 2  | 25 | 127:151 | 52 |
| 13.  | HC Berounští Medvědi  | 46 | 12 | 5  | 3 | 3  | 23 | 104:144 | 52 |
| 14.  | HC Hvězda Brno        | 46 | 7  | 0  | 4 | 6  | 29 | 115:190 | 31 |

- Do skupiny o udržení se započítávaly i všechny výsledky ze základní části.
- Týmy Berouna a Hvězdy Brno musely svoji prvoligovou příslušnost hájit v baráži.

## Baráž o 1. ligu
| Poř. | Tým                        | Z | V | VP | R | PP | P | Skóre | B  |
| ---- | -------------------------- | - | - | -- | - | -- | - | ----- | -- |
| 1.   | HC Berounští Medvědi       | 8 | 5 | 1  | 1 | 0  | 1 | 38-12 | 18 |
| 2.   | HC Olomouc                 | 8 | 5 | 0  | 0 | 0  | 3 | 26-21 | 15 |
| 3.   | HC SOH Benátky nad Jizerou | 8 | 4 | 0  | 2 | 0  | 2 | 26-26 | 14 |
| 4.   | SK HC Baník Most           | 8 | 2 | 0  | 1 | 1  | 4 | 21-28 | 8  |
| 5.   | HC Hvězda Brno             | 8 | 1 | 0  | 0 | 0  | 7 | 18-42 | 3  |

Tým HC Berounští Medvědi se udržel. HC Hvězda Brno sestoupila do dalšího ročníku 2. ligy. Do 1. ligy postoupil tým HC Olomouc.